# بطولة الاتحاد السوفيتي لكرة اليد للسيدات
بطولة الاتحاد السوفيتي لكرة اليد للسيدات (بالروسية: Чемпионат СССР по гандболу среди женщин) كان دوري لأندية كرة اليد للسيدات في الاتحاد السوفيتي تأسس في سنة 1962. توقف في 1992 بعد تفكك الاتحاد السوفيتي. يعتبر فريق سبارتاك كييف الأكثر فوزا به.